# Torino Calcio 1986-1987
Questa voce raccoglie le informazioni riguardanti il Torino Calcio nelle competizioni ufficiali della stagione 1986-1987.

## Stagione
Per la stagione 1986-1987 l'estate del Mundial messicano portò sotto la Mole l'olandese Wim Kieft, già pilastro del Pisa. L'attaccante non tardò a iscrivere il proprio nome nelle statistiche granata, con 16 reti, lasciando la firma in tutte e tre le competizioni disputate. Nella Coppa UEFA i granata hanno eliminato al primo turno i francesi del Nantes, nei sedicesimi gli ungheresi del Raba Eto, negli ottavi hanno superato i belgi del Beveren. Il Torino, durante l'autunno, ha pagato tuttavia le fatiche di coppa: vincendo infatti una sola volta nei turni di campionato successivi alla UEFA.
Al rientro dalle vacanze natalizie, la squadra granata è apparsa in calo. Nei quarti di Coppa UEFA ha sfidato lo Swarovski Tirol, pareggiando senza gol l'andata in casa. Al ritorno arrivò in stato di crisi: in campionato, dove aveva un solo punto più dell'Empoli, non vinceva da 5 giornate e non segnava da 554'. La partita, decisiva per la stagione, si è giocata in un clima freddo: nel primo tempo, i piemontesi hanno patito l'offensiva degli austriaci, pur riuscendo a mantenere il punteggio fermo sullo 0-0. Al 15' della ripresa però, è arrivato il colpo da KO: il Tirol passa in vantaggio sugli sviluppi di un corner. L'imprecisa reazione dei granata, pur veemente, non ha trovato sbocchi tanto che a 10' dalla conclusione hanno subito il secondo goal. Giovanni Francini segnò il punto della bandiera, prima di vedersi negato un possibile rigore al 90'. L'eliminazione ha minato la panchina di Luigi Radice, per altro già instabile. Fuori anche dalla coppa nazionale per mano del Cagliari negli ottavi di finale, il Torino ha chiuso il campionato con un anonimo nono posto.

## Divise e sponsor

La squadra in campo con la divisa invernale a maniche lunghe: questa, a differenza della maglia estiva a maniche corte e completamente granata, mostrava bordini e stripes adidas bianche a contrasto.

Per la stagione 1986-1987 lo sponsor tecnico fu adidas, mentre lo sponsor principale fu Sweda.
| Casa | Trasferta |

## Organigramma societario
- Presidente:
  - Sergio Rossi
- Segretario:
  - Federico Bonetto

- Direttore Generale:
  - Luciano Moggi
- Allenatore:
  - Luigi Radice

## Rosa
| N. |                   | Ruolo | Calciatore          |
| -- | ----------------- | ----- | ------------------- |
|    | Italia (bandiera) | P     | Fabrizio Boccafogli |
|    | Italia (bandiera) | P     | Maurizio Brancaccio |
|    | Italia (bandiera) | P     | Renato Copparoni    |
|    | Italia (bandiera) | P     | Paolo Di Sarno      |
|    | Italia (bandiera) | P     | Fabrizio Lorieri    |
|    | Italia (bandiera) | P     | Silvano Martina     |
|    | Italia (bandiera) | D     | Paolo Beruatto      |
|    | Italia (bandiera) | A     | Antonio Comi        |
|    | Italia (bandiera) | D     | Giancarlo Corradini |
|    | Italia (bandiera) | D     | Roberto Cravero     |
|    | Italia (bandiera) | D     | Andrea Cuicchi      |
|    | Italia (bandiera) | D     | Giacomo Ferri       |
|    | Italia (bandiera) | D     | Giovanni Francini   |
|    | Italia (bandiera) | A     | Pietro Mariani      |

| N. |                        | Ruolo | Calciatore                   |
| -- | ---------------------- | ----- | ---------------------------- |
|    | Italia (bandiera)      | D     | Ezio Rossi                   |
|    | Italia (bandiera)      | D     | Renato Zaccarelli (capitano) |
|    | Italia (bandiera)      | C     | Paolo Bellatorre             |
|    | Italia (bandiera)      | C     | Giuseppe Dossena             |
|    | Italia (bandiera)      | C     | Diego Fuser                  |
|    | Brasile (bandiera)     | C     | Leo Junior                   |
|    | Italia (bandiera)      | C     | Alessandro Mazzola           |
|    | Italia (bandiera)      | C     | Danilo Pileggi               |
|    | Italia (bandiera)      | C     | Antonio Sabato               |
|    | Italia (bandiera)      | A     | Giorgio Bresciani            |
|    | Paesi Bassi (bandiera) | A     | Wim Kieft                    |
|    | Italia (bandiera)      | A     | Gianluigi Lentini            |
|    | Italia (bandiera)      | A     | Franco Lerda                 |
|    | Italia (bandiera)      | A     | Frederic Massara             |

## Calciomercato

### Sessione estiva
| Acquisti | Acquisti           | Acquisti   | Acquisti      |
| R.       | Nome               | da         | Modalità      |
| -------- | ------------------ | ---------- | ------------- |
| P        | Fabrizio Lorieri   | Inter      | definitivo    |
| D        | Silvano Benedetti  | Palermo    | fine prestito |
| C        | Alessandro Mazzola | Pro Patria | definitivo    |
| A        | Wim Kieft          | Pisa       | definitivo    |

| Cessioni | Cessioni          | Cessioni | Cessioni   |
| R.       | Nome              | a        | Modalità   |
| -------- | ----------------- | -------- | ---------- |
| P        | Renato Biasi      | Pavia    | definitivo |
| D        | Silvano Benedetti | Ascoli   | prestito   |
| D        | Massimo Brambati  | Empoli   | prestito   |
| D        | Andrea Poggi      | Torres   | definitivo |
| D        | Vittorio Pusceddu | Ascoli   | definitivo |
| C        | Marco Osio        | Empoli   | definitivo |
| A        | Walter Schachner  | Avellino | definitivo |
| A        | Lirio Torregrossa | Messina  | definitivo |

## Risultati

### Serie A

#### Girone di andata
| Arbitro: | Longhi (Roma) |

|                          |           |           |
| Kieft 9’ (rig.) Comi 72’ | Marcatori | 86’ Galia |

| Arbitro: | D'Elia (Salerno) |

|                          |           |              |
| Notaristefano 71’ (rig.) | Marcatori | 49’ Francini |

| Arbitro: | Magni (Bergamo) |

|  |           |                       |
|  | Marcatori | 28’ Greco 83’ Barbuti |

| Arbitro: | Lanese (Messina) |

|                                    |           |            |
| Bagni 15’ Ferrara 60’ Giordano 76’ | Marcatori | 10’ Sabato |

| Arbitro: | Pezzella (Frattamaggiore) |

|           |           |  |
| Lerda 46’ | Marcatori |  |

| Arbitro: | Agnolin (Bassano del Grappa) |

|  |           |                            |
|  | Marcatori | 75’ Berggreen 84’ Agostini |

| Arbitro: | Mattei (Macerata) |

|  |           |                    |
|  | Marcatori | 52’ Comi 55’ Kieft |

| Arbitro: | Paparesta (Bari) |

|                                |           |                |
| Kieft 3’, 44’, 5’ Francini 84’ | Marcatori | 58’ Colantuono |

| Arbitro: | Bergamo (Livorno) |

|                   |           |             |
| Altobelli 5’, 47’ | Marcatori | 75’ Dossena |

| Arbitro: | Mattei (Macerata) |

|                             |           |  |
| Turchetta 66’ Bonometti 71’ | Marcatori |  |

| Torino 30 novembre 1986, ore 14:30 UTC+1 11ª giornata | Torino             | 0 – 0 referto | Milan | Stadio Comunale Vittorio Pozzo (36.766 spett.)\| Arbitro: \| Lombardo (Marsala) \| |
| Arbitro:                                              | Lombardo (Marsala) |               |       |                                                                                    |

| Arbitro: | Casarin (Milano) |

|                 |           |  |
| Manfredonia 78’ | Marcatori |  |

| Arbitro: | Longhi (Roma) |

|                         |           |               |
| Francini 5’ Cravero 63’ | Marcatori | 65’ Antognoni |

| Arbitro: | Coppetelli (Tivoli) |

|               |           |             |
| Collovati 67’ | Marcatori | 84’ Cravero |

| Arbitro: | Lombardo (Marsala) |

|                               |           |  |
| Comi 14’ (rig.) Corradini 19’ | Marcatori |  |

#### Girone di ritorno
| Arbitro: | Bergamo (Livorno) |

|                       |           |             |
| Elkjaer 53’ Rossi 87’ | Marcatori | 76’ Pileggi |

| Arbitro: | Pezzella (Frattamaggiore) |

|             |           |  |
| Dossena 43’ | Marcatori |  |

| Arbitro: | Paparesta (Bari) |

|            |           |            |
| Barbuti 6’ | Marcatori | 76’ Jùnior |

| Arbitro: | Magni (Bergamo) |

|  |           |              |
|  | Marcatori | 84’ Giordano |

| Arbitro: | Pieri (Genova) |

|                      |           |  |
| Baiano 5’ Urbano 15’ | Marcatori |  |

| Arbitro: | Redini (Pisa) |

|              |           |  |
| Agostini 54’ | Marcatori |  |

| Torino 15 marzo 1987, ore 15:00 UTC+1 22ª giornata | Torino        | 0 – 0 referto | Atalanta | Stadio Comunale Vittorio Pozzo (19.111 spett.)\| Arbitro: \| Longhi (Roma) \| |
| Arbitro:                                           | Longhi (Roma) |               |          |                                                                               |

| Avellino 22 marzo 1987, ore 15:00 UTC+1 23ª giornata | Avellino         | 0 – 0 referto | Torino | Stadio Partenio (21.571 spett.)\| Arbitro: \| Baldas (Trieste) \| |
| Arbitro:                                             | Baldas (Trieste) |               |        |                                                                   |

| Torino 29 marzo 1987, ore 15:00 UTC+2 24ª giornata | Torino            | 0 – 0 referto | Inter | Stadio Comunale Vittorio Pozzo (34.823 spett.)\| Arbitro: \| Bergamo (Livorno) \| |
| Arbitro:                                           | Bergamo (Livorno) |               |       |                                                                                   |

| Arbitro: | Agnolin (Bassano del Grappa) |

|                                   |           |                               |
| Ceramicola 12’ (aut.) Mariani 55’ | Marcatori | 24’ Occhipinti 81’ Ceramicola |

| Arbitro: | Redini (Pisa) |

|             |           |  |
| Hateley 30’ | Marcatori |  |

| Arbitro: | Bergamo (Livorno) |

|             |           |          |
| Cravero 86’ | Marcatori | 56’ Brio |

| Firenze 3 maggio 1987, ore 15:00 UTC+2 28ª giornata | Fiorentina    | 0 – 0 referto | Torino | Stadio Comunale (29.441 spett.)\| Arbitro: \| Longhi (Roma) \| |
| Arbitro:                                            | Longhi (Roma) |               |        |                                                                |

| Arbitro: | Di Cola (Avezzano) |

|                     |           |          |
| Kieft 51’, 86’, 58’ | Marcatori | 28’ Pasa |

| Arbitro: | Luci (Firenze) |

|                                    |           |  |
| Vialli 39’ Briegel 74’ Mannini 86’ | Marcatori |  |

### Coppa Italia

#### Fase a gironi
| Arbitro: | Magni (Bergamo) |

|                               |           |                    |
| Maritozzi 12’ Bergamaschi 17’ | Marcatori | 15’ Comi 83’ Kieft |

| Arbitro: | Gava (Conegliano Veneto) |

|                  |           |  |
| Kieft 45’ (rig.) | Marcatori |  |

| Modena 31 agosto 1986, ore 20:45 UTC+2 3ª giornata | Modena           | 0 – 0 | Torino | Stadio Alberto Braglia\| Arbitro: \| Paparesta (Bari) \| |
| Arbitro:                                           | Paparesta (Bari) |       |        |                                                          |

| Arbitro: | Coppetelli (Tivoli) |

|  |           |                             |
|  | Marcatori | 51’ (rig.) Comi 61’ Dossena |

| Arbitro: | Baldi (Roma) |

|                  |           |                    |
| Kieft 29’ (rig.) | Marcatori | 71’ (rig.) Colomba |

#### Fase a eliminazione diretta
| Arbitro: | Fabricatore (Roma) |

|               |           |  |
| Maritozzi 27’ | Marcatori |  |

| Torino 8 aprile 1987, ore 20:30 UTC+2 Ottavi di finale - Ritorno | Torino            | 0 – 0 | Cagliari | Stadio Comunale Vittorio Pozzo (7.202 spett.)\| Arbitro: \| Frigerio (Milano) \| |
| Arbitro:                                                         | Frigerio (Milano) |       |          |                                                                                  |

### Coppa UEFA
| Arbitro: | Syme |

|  |           |                                      |
|  | Marcatori | 55’ Comi 62’ Beruatto 82’, 89’ Kieft |

| Arbitro: | Hackett |

|                  |           |             |
| Kieft 48’ (rig.) | Marcatori | 66’ Anziani |

| Arbitro: | Dos Santos |

|                                     |           |  |
| Kieft 26’, 36’ Dossena 40’ Comi 75’ | Marcatori |  |

| Arbitro: | Keizer |

|             |           |          |
| Somogyi 15’ | Marcatori | 19’ Comi |

| Arbitro: | Prokop |

|                           |           |                |
| Comi 47’ (rig.) Rossi 58’ | Marcatori | 84’ Fairclough |

| Arbitro: | Wöhrer |

|  |           |             |
|  | Marcatori | 75’ Dossena |

| Torino 4 marzo 1987, ore 20:45 UTC+1 Quarti di finale - Andata | Torino | 0 – 0 | Swarovski Tirol | Stadio Comunale Vittorio Pozzo (40.557 spett.)\| Arbitro: \| Ponnet \| |
| Arbitro:                                                       | Ponnet |       |                 |                                                                        |

| Arbitro: | Fredriksson |

|                       |           |              |
| Müller 60’ Pacult 78’ | Marcatori | 86’ Francini |

## Statistiche

### Statistiche di squadra
Statistiche aggiornate al 17 maggio 1987.
| Competizione | Punti | In casa | In casa | In casa | In casa | In casa | In casa | In trasferta | In trasferta | In trasferta | In trasferta | In trasferta | In trasferta | Totale | Totale | Totale | Totale | Totale | Totale | DR |
| Competizione | Punti | G       | V       | N       | P       | Gf      | Gs      | G            | V            | N            | P            | Gf           | Gs           | G      | V      | N      | P      | Gf     | Gs     | DR |
| ------------ | ----- | ------- | ------- | ------- | ------- | ------- | ------- | ------------ | ------------ | ------------ | ------------ | ------------ | ------------ | ------ | ------ | ------ | ------ | ------ | ------ | -- |
| Serie A      | 26    | 15      | 7       | 5       | 3       | 18      | 12      | 15           | 1            | 5            | 9            | 8            | 20           | 30     | 8      | 10     | 12     | 26     | 32     | −6 |
| Coppa Italia | -     | 3       | 1       | 2       | 0       | 2       | 1       | 4            | 1            | 2            | 1            | 4            | 3            | 7      | 4      | 4      | 1      | 6      | 4      | +2 |
| Coppa UEFA   | -     | 4       | 2       | 2       | 0       | 7       | 2       | 4            | 2            | 1            | 1            | 7            | 3            | 8      | 4      | 3      | 1      | 14     | 5      | +9 |
| Totale       | -     | 22      | 10      | 9       | 3       | 27      | 15      | 23           | 4            | 8            | 11           | 19           | 26           | 45     | 14     | 17     | 14     | 46     | 41     | +5 |

### Statistiche dei giocatori
| Giocatore     | Serie A  | Serie A | Serie A     | Serie A    | Coppa Italia | Coppa Italia | Coppa Italia | Coppa Italia | Coppa UEFA | Coppa UEFA | Coppa UEFA  | Coppa UEFA | Totale   | Totale | Totale      | Totale     |
| Giocatore     | Presenze | Reti    | Ammonizioni | Espulsioni | Presenze     | Reti         | Ammonizioni  | Espulsioni   | Presenze   | Reti       | Ammonizioni | Espulsioni | Presenze | Reti   | Ammonizioni | Espulsioni |
| ------------- | -------- | ------- | ----------- | ---------- | ------------ | ------------ | ------------ | ------------ | ---------- | ---------- | ----------- | ---------- | -------- | ------ | ----------- | ---------- |
| P. Bellatorre | 1        | 0       | ?           | ?          | 0            | 0            | 0            | 0            | 0          | 0          | 0           | 0          | 1        | 0      | 0+          | 0+         |
| P. Beruatto   | 21       | 0       | ?           | ?          | 5            | 0            | ?            | ?            | 8          | 1          | ?           | ?          | 34       | 1      | ?           | ?          |
| F. Boccafogli | 1        | -0      | ?           | ?          | 0            | -0           | 0            | 0            | 0          | -0         | 0           | 0          | 1        | -0     | 0+          | 0+         |
| A. Comi       | 29       | 3       | ?           | ?          | 7            | 2            | ?            | ?            | 8          | 4          | ?           | ?          | 44       | 9      | ?           | ?          |
| R. Copparoni  | 7        | -5      | ?           | ?          | 2            | -1           | ?            | ?            | 2          | -2         | ?           | ?          | 11       | -8     | ?           | ?          |
| G. Corradini  | 24       | 1       | ?           | ?          | 5            | 0            | ?            | ?            | 6          | 0          | ?           | ?          | 35       | 1      | ?           | ?          |
| R. Cravero    | 28       | 3       | ?           | ?          | 6            | 0            | ?            | ?            | 8          | 0          | ?           | ?          | 42       | 3      | ?           | ?          |
| G. Dossena    | 29       | 2       | ?           | ?          | 7            | 1            | ?            | ?            | 8          | 2          | ?           | ?          | 44       | 5      | ?           | ?          |
| G. Ferri      | 29       | 0       | ?           | ?          | 7            | 0            | ?            | ?            | 8          | 0          | ?           | ?          | 44       | 0      | ?           | ?          |
| G. Francini   | 30       | 3       | ?           | ?          | 6            | 0            | ?            | ?            | 8          | 1          | ?           | ?          | 44       | 4      | ?           | ?          |
| D. Fuser      | 3        | 0       | ?           | ?          | 1            | 0            | ?            | ?            | 0          | 0          | 0           | 0          | 4        | 0      | 0+          | 0+         |
| L. Jùnior     | 30       | 1       | ?           | ?          | 7            | 0            | ?            | ?            | 8          | 0          | ?           | ?          | 45       | 1      | ?           | ?          |
| W. Kieft      | 19       | 8       | ?           | ?          | 7            | 3            | ?            | ?            | 6          | 5          | ?           | ?          | 32       | 16     | ?           | ?          |
| G. Lentini    | 11       | 0       | ?           | ?          | 1            | 0            | ?            | ?            | 0          | 0          | 0           | 0          | 12       | 0      | 0+          | 0+         |
| F. Lerda      | 14       | 1       | ?           | ?          | 2            | 0            | ?            | ?            | 4          | 0          | ?           | ?          | 20       | 1      | ?           | ?          |
| F. Lorieri    | 24       | -27     | ?           | ?          | 5            | -3           | ?            | ?            | 6          | -3         | ?           | ?          | 35       | -33    | ?           | ?          |
| P. Mariani    | 6        | 1       | ?           | ?          | 4            | 0            | ?            | ?            | 1          | 0          | ?           | ?          | 11       | 1      | ?           | ?          |
| S. Martina    | 0        | -0      | 0           | 0          | 0            | -0           | 0            | 0            | 0          | -0         | 0           | 0          | 0        | -0     | 0           | 0          |
| D. Pileggi    | 10       | 1       | ?           | ?          | 2            | 0            | ?            | ?            | 0          | 0          | 0           | 0          | 12       | 1      | 0+          | 0+         |
| E. Rossi      | 22       | 0       | ?           | ?          | 2            | 0            | ?            | ?            | 8          | 1          | ?           | ?          | 32       | 1      | ?           | ?          |
| A. Sabato     | 26       | 1       | ?           | ?          | 7            | 0            | ?            | ?            | 6          | 0          | ?           | ?          | 39       | 1      | ?           | ?          |
| R. Zaccarelli | 12       | 0       | ?           | ?          | 4            | 0            | ?            | ?            | 4          | 0          | ?           | ?          | 20       | 0      | ?           | ?          |

## Giovanili

### Piazzamenti
- Primavera:
  - Campionato:
  - Coppa Italia:
  - Torneo di Viareggio: Vincitore
- Berretti:
  - Campionato: